# Ectophasiopsis
Ectophasiopsis (лат.) — род тахин подсемейства фазии.

## Описание
Мухи длиной тела 6-8 мм. Глаза широко расставлены как у самок, так и у самцов. Лобная полоса жёлтая или светло-коричневая посередине суженая, а сзади расходящаяся. Щиток с двумя парами щетинок: одна пара у основания и другая на его вершине. Коготки на лапках рыжевато-коричневые с тёмнями кончиками, у самцов прямые, удлиненные и изогнутые на кончике, и туловище удлиненные, а у самок короткие и изогнутые. Брюшко уплощённое, эллиптическое или округлое, без щетинок.

## Классификация
Род описан американским энтомологом Чарльзом Таунсендом в 1915 году. Наиболее близким родом является Trichopoda. В состав рода включают три вида.
- Ectophasiopsis arcuata (Bigot, 1876)
- Ectophasiopsis gradata Wiedemann, 1830.
- Ectophasiopsis ypiranga Dios & Nihei, 2017

## Биология
Паразиты клопов-щитников (Acledra albocostata, Acledra dimidiaticollis, Dichelops furcatus, Dichelops melacanthus, Nezara viridula) и краевиков (Athaumastus haematicus).

## Распространение
Представители рода встречаются Бразилии, Аргентине, Уругвае и Чили. В 1985—1986 годах Вид Ectophasiopsis arcuata был интродуцирован на остров Пасхи для борьбы с клопом Nezara viridula.